# Бергамская овчарка
Бергамская овчарка, или бергамаско (итал. Cane da pastore bergamasco), — итальянская порода пастушьих собак. Является одной из самых старых пастушьих пород собак на территории Европы. Отличается специфическим строением шерсти, хорошо подходит для работы в условиях высокогорного климата.

## История породы
Бергамаско относится к нативным породам собак. Эти собаки сформировались в районе итальянских Альп около полутора тысяч лет назад.
Предками этих собак являются персидские молоссы, завезённые в этот регион с кочевыми племенами.
Бергамаско имеет общих предков с мареммой (мареммо-абруццкой овчаркой) и комондорами.
Несмотря на длительный период существования этих собак, активная работа над породой началась только в XIX веке. Отбор был начат преимущественно по рабочим качествам. В период двух мировых войн поголовье этих собак значительно уменьшилось из-за угасания пастушеского дела, направленная работа по формированию породы практически прервалась.
После Второй мировой войны интерес к породе снова усилился. Активную работу по её восстановлению вела специально созданная группа кинологов под руководством Марии Андреоли.
В наше время порода остаётся достаточно редкой и распространённой преимущественно в Италии. Большинство собак этой породы разводятся исключительно как рабочие.
Впервые стандарт собак этой породы был принят в 1956 году, в Американском Кеннел-клубе он был принят только в 2010 году.

## Внешний вид
Бергамаско имеют средний рост, идеальный рост кобеля в холке — 60 см, суки — 56 см, допустимо отклонение на 2 см в обе стороны. Весят кобели около 32—38 кг, суки около 26—32, хотя из-за шерсти кажутся гораздо более тяжелыми. Длина головы собаки составляет две пятых от высоты собаки в холке и при этом длина черепа и морды должна быть одинакова. Мочка носа у бергамаско должна быть чёрного цвета, нос влажным, челюсти имеют ножницеобразный прикус. Глаза коричневого цвета, возможны различные оттенки, но не голубые. Уши треугольной формы, висячие. Хвост достигает скакательных суставов, толстый, к концу суживается.
Шерсть у бергамаско длинная, тяжелая, образующая большие плоские колтуны, иногда напоминающие шнуры комондора, она полностью покрывает собаку и закрывает даже глаза. Она служит отличной защитой как от непогоды, так и от зубов волков. При нападении на стадо серые хищники встречают отпор в виде отважного бергамаско, а пытаясь пустить в ход зубы, не могут прокусить панцирь из свитых шнуров длинной шерсти. Шерсть бергамаско нуждается в уходе. Её нужно мыть несколько раз в году, но мыть аккуратно, чтобы не расплести шнуры, которые придают этим собакам особый вид и узнаваемость. Окраска собак этой породы может быть любых оттенков серого цвета. Белый окрас бракуется и считается пороком. Собаки с белой шерстью не допускаются к племенному размножению.

## Темперамент и поведение
Характер у бергамаско покладистый и добродушный. Это послушная собака, приспособленная к достаточно сложным условиям жизни и весьма неприхотлива в выборе пищи. Если заниматься воспитанием собаки с раннего щенячьего возраста, можно преодолеть её упрямство и получить в результате послушного и воспитанного питомца.

## Использование
Бергамаско — это пастушьи собаки. Они с удовольствием работают со стадом, не боятся ни морозов, ни дождей, ни жары. Эти собаки имеют прекрасный слух и нюх. Некоторые владельцы отар утверждают, что собаки знают каждую овцу в отаре по запаху и всегда могут отличить своих от чужих. Бергамаско также могут охранять объекты, они использовались как спасатели при пожарах и землетрясениях.

## Содержание и уход
Бергамаско требовательны к длительному выгулу, поэтому их легче содержать в частном доме, чем в квартире. При содержании в городской квартире  этим собакам необходимо обеспечивать длительный полноценный выгул с активными занятиями.
На начальном этапе  взросления бергамаско, как и многим крупным породам собак, требуется усиленное питание с повышенным содержанием витаминов и минералов.
Одной из проблем в здоровье  этих собак является дисплазия тазобедренного и локтевого сустава, однако в этой породе нет данных о том, что это заболевание передаётся  по наследству, а не возникает исключительно под воздействием внешних факторов, таких, как неправильное кормление и не достаточный выгул.
Шерсть бергамаско требует особого ухода. Наибольшее количество усилий требует начальный этап жизни собаки, когда  идет формирование  своеобразных войлочных прядей, из которых состоит  их шерсть. Окончательно шерсть у этих собак  формируется к возрасте полутора-двух лет, после того, как пройдут первые две линьки. Для создания специфической структуру шерсти в период линьки пласты отлинявшей шерсти, не снимая её с растущего волоса, требуется специальным образом разбирать на отдельные пряди и формировать в породную структуру  шерсти вручную. После окончания формирования шерсти собаку  нужно мыть как можно реже. Мытьё  им показано только при необходимости, если собака оказалась грязной, а регулярное  мытье в этой породе не  приветствуется. Причиной этого является то, что после мытья  собаки с такой  шерстью с трудом  просыхают полностью, кожа под валяными пластами  может преть.  
В современном стандарте породы  АКС допускается отсутствие традиционных характерных валяных прядей на шерсти. При таком варианте собаку два раза в год необходимо тщательно вычёсывать в периоды  линьки. В остальном уход такой же, как для любой жесткошёрстной собаки.